# Karl Gümbel
Karl Gümbel (Finstingen, 24 giugno 1888 – Heidelberg, 28 ottobre 1970) è stato un generale tedesco della Wehrmacht durante la seconda guerra mondiale.

## Biografia
Gümbel entrò nell'esercito imperiale tedesco il 1º ottobre 1907 come volontario per un anno. Dal 1 maggio 1908, venne riconfermato nel suo ruolo. Il 16 giugno 1910 venne promosso tenente ed assegnato al 143º reggimento di fanteria, col quale prestò servizio nella prima guerra mondiale.
Dopo la guerra, entrò al servizio della polizia di stato dal 31 marzo 1920. Il 1º settembre 1935, venne assunto come tenente colonnello nella Wehrmacht, retrodatando il suo brevetto al 1º giugno di quello stesso anno. Il 1º gennaio 1938 venne promosso colonnello e dal 1º luglio di quello stesso anno divenne comandante del 118º reggimento di fanteria. Il 5 febbraio 1940, venne posto a capo del 516º reggimento di fanteria e dall'8 dicembre 1941 ottenne la guida della 295ª divisione di fanteria. Il 1º febbraio 1942 venne promosso al rango di maggiore generale. Dal 1° al 30 maggio 1942 venne confermato comandante della 257ª divisione di fanteria, passando poi alla 182ª divisione dal 10 luglio al 3 agosto 1942. Dal 27 settembre 1942 al 5 febbraio 1944, comandò la 348ª divisione di fanteria. Promosso tenente generale il 1º gennaio 1943, dal 1º marzo 1944 ottenne il comando della 152ª divisione di fanteria.